# Åke Thelning
Åke Thelning, född 24 oktober 1892 i Södra Härene socken, död 16 februari 1979 i Särö, var en svensk ryttare.
Han blev olympisk guldmedaljör i Paris 1924.